# Stabat Mater (Looten)
 (décembre 2024).
Si vous disposez d'ouvrages ou d'articles de référence ou si vous connaissez des sites web de qualité traitant du thème abordé ici, merci de compléter l'article en donnant les références utiles à sa vérifiabilité et en les liant à la section « Notes et références ».
 (décembre 2024).
La mise en forme du texte ne suit pas les recommandations de Wikipédia : il faut le « wikifier ».
Les points d'amélioration suivants sont les cas les plus fréquents. Le détail des points à revoir est peut-être précisé sur la page de discussion.
- Les titres sont pré-formatés par le logiciel. Ils ne sont ni en capitales, ni en gras.
- Le texte ne doit pas être écrit en capitales (les noms de famille non plus), ni en gras, ni en italique, ni en « petit »…
- Le gras n'est utilisé que pour surligner le titre de l'article dans l'introduction, une seule fois.
- L'italique est rarement utilisé : mots en langue étrangère, titres d'œuvres, noms de bateaux, etc.
- Les citations ne sont pas en italique mais en corps de texte normal. Elles sont entourées par des guillemets français : « et ».
- Les listes à puces sont à éviter, des paragraphes rédigés étant largement préférés. Les tableaux sont à réserver à la présentation de données structurées (résultats, etc.).
- Les appels de note de bas de page (petits chiffres en exposant, introduits par l'outil «  Source ») sont à placer entre la fin de phrase et le point final[comme ça].
- Les liens internes (vers d'autres articles de Wikipédia) sont à choisir avec parcimonie. Créez des liens vers des articles approfondissant le sujet. Les termes génériques sans rapport avec le sujet sont à éviter, ainsi que les répétitions de liens vers un même terme.
- Les liens externes sont à placer uniquement dans une section « Liens externes », à la fin de l'article. Ces liens sont à choisir avec parcimonie suivant les règles définies. Si un lien sert de source à l'article, son insertion dans le texte est à faire par les notes de bas de page.
- La présentation des références doit suivre les conventions bibliographiques. Il est recommandé d'utiliser les modèles {{Ouvrage}}, {{Chapitre}}, {{Article}}, {{Lien web}} et/ou {{Bibliographie}}. Le mode d'édition visuel peut mettre en forme automatiquement les références.
- Insérer une infobox (cadre d'informations à droite) n'est pas obligatoire pour parachever la mise en page.

Pour une aide détaillée, merci de consulter Aide:Wikification.
Si vous pensez que ces points ont été résolus, vous pouvez retirer ce bandeau et améliorer la mise en forme d'un autre article.
Pour les articles homonymes, voir Stabat Mater (homonymie).

Le Stabat Mater de Christophe Looten a été composé en 2004.
Commandé par un quatuor vocal de Lorraine, il est écrit pour quatre voix mixtes a cappella mais peut être chanté aussi par un petit chœur « SATB » (soprano, alto, ténor, baryton).
Le compositeur a travaillé le texte canonique afin qu'il exprime à la fois l'horrible vision de la Vierge devant son Fils crucifié et la réaction, sous forme de prière, du croyant. C'est ainsi que le texte est composé de onze parties : cinq qui décrivent la douleur de la Vierge, quatre qui sont la prière du chrétien, l'ensemble étant encadré par un appel et un envoi : « Stabat Mater ».

## Texte latin et traduction française
| Latin | Français |
| --- | --- |
| Expergefactio Stabat mater Exoratio Stabat mater dolorosa Juxta crucem lacrimosa Dum pendebat Filius. O quam tristis et afflicta Fuit illa benedicta Mater Unigenti. Precatio Juxta crucem tecum stare Et me sibi sociare In planctu desidero. Lamentatio Quae maerebat et dolebat Pia mater dum videbat Nati poenas incliti. Cujus animam gementem Constristatam et dolentem Pertransivit gladius. Precatio Juxta crucem tecum stare Et me sibi sociare In planctu desidero. Efflagitatio Quis est homo qui non fleret Matrem Christi si videret In tanto supplicio? Quis non posset contristari Christi matrem contemplari Dolentem cum Filio? Precatio Juxta crucem tecum stare Et me sibi sociare In planctu desidero. Imploratio Vidit pro peccatis suae gentis Vidit Jesum in tormentis Vidit flagellis subditum. Vidit suum dulcem natum Vidit moriendo desolatum Dum emisit spiritum. Precatio Juxta crucem tecum stare Et me sibi sociare In planctu desidero. Planctus Sic stat Mater desolata Jam non mater sed orbata Dulci suo Filio. Plangit, plorat, praestolatur Quoadusque deponatur Corpus de patibulo. O lacrymosus intuitus ! O gravis dolor et gemitus ! Manus extorquens Exclamavit Fletuque corpus irrigavit, Stillans ut ros Effundens lacrymas Exclamatio Stabat mater dolorosa | Réveil Stabat Mater Exoration Debout, la mère des douleurs Près de la croix était en pleurs Quand son Fils pendait au bois. Dans le chagrin qui la poignait, Cette tendre Mère pleurait Son Fils mourant sous ses yeux. Prière Je désire auprès de la croix Me tenir, debout avec toi Dans ta plainte et ta souffrance Lamentation Qu'elle était triste, anéantie, La femme entre toutes bénie, La Mère du Fils de Dieu ! Alors, son âme gémissante Toute triste et toute dolente Un glaive la transperça. Prière Je désire auprès de la croix Me tenir, debout avec toi, Dans ta plainte et ta souffrance Supplique Quel homme sans verser de pleurs Verrait la Mère du Seigneur Endurer si grand supplice? Qui pourrait dans l'indifférence Contempler en cette souffrance La Mère auprès de son Fils? Prière Je désire auprès de la croix Me tenir, debout avec toi, Dans ta plainte et ta souffrance Imploration Pour toutes les fautes humaines, Elle vit Jésus dans la peine Et sous les fouets meurtri. Elle vit l'Enfant bien-aimé Mourir tout seul, abandonné, Et soudain rendre l'esprit. Prière Je désire auprès de la croix Me tenir, debout avec toi, Dans ta plainte et ta souffrance Lamentation Ainsi, la Mère est dans la désolation Non plus une mère : elle est dépouillée De son doux Fils. Elle se lamente, elle pleure, elle attend Que l’on descende Le corps de l’instrument de torture Ô spectacle à pleurer ! Ô affreuse douleur et gémissement ! Se tordant les mains, Elle poussa un grand cri, Elle inonda le corps de ses pleurs, L’arrosant de ses larmes Comme d’une rosée qui s’épand Cri Stabat mater dolorosa |